# Gmina Kranjska Gora
Kranjska Gora – gmina w Słowenii. W 2010 roku liczyła 5291 mieszkańców.

## Miejscowości
Miejscowości wchodzące w skład gminy Kranjska Gora:
- Belca
- Dovje
- Gozd Martuljek
- Kranjska Gora – siedziba gminy
- Log
- Mojstrana
- Podkoren
- Rateče
- Srednji Vrh
- Zgornja Radovna